# Ayame Goriki
Ayame Goriki (剛力 彩芽 Gōriki Ayame, nascută 27 august 1992 în Prefectura Kanagawa) este o actriță și un model.

## Filmografie

### Seriale TV
- ChocoMimi (TV Tokyo, 2007-2008), Bambi (Mori Kojika)[3]
- Battery (NHK, 2008), Ai Asakura[4]
- Love Letter (TBS, 2008-2009), Yoko Ochi (teen)[5]
- Taisetsu na Koto wa Subete Kimi ga Oshiete Kureta (Fuji TV, 2011), Nozomi Sonoda
- Koi Suru Nihongo (NHK, 2011), Nanaka[6]
- Tōi Hi no Yukue (WOWOW, 2011), Reika Miyawaki[7]
- Asukō March: Asuka Kōgyō Kōkō Monogatari (TV Asahi, 2011), Momo Aizawa[8]
- IS (TV Tokyo, 2011), Miwako Aihara[9]
- The Reason I Can't Find My Love (Fuji TV, 2011, ep2-4,7,9-10), Momoko Hanzawa[10]
- Teen Court: 10-dai Saiban (NTV, 2012), Misato Niyakouji[11]
- Hissatsu Shigotonin 2012 (TV Asahi, 2012), Oharu[12]
- W's Tragedy (TV Asahi, 2012), Sayaka Mido[13]
- Mirai Nikki - Another: World (Fuji TV, 2012), Yuno Furusaki[14]
- Beginners! (TBS, 2012), Hiro Momoe[15]
- Irodori Himura Episode 1 (TBS, 2012), Yui[16]
- Yae no Sakura (NHK, 2013), Yuki Hinata(Yuki Naitō)[17]
- Biblia Koshodō no Jiken Techō (Fuji TV, 2013), Shioriko Shinokawa[18]
- Kurokōchi (TBS, 2013), Mayo Seike[19]
- Watashi no Kirai na Tantei (TV Asahi, 2014), Akemi Ninomiya[20]
- Asunaro San San Nana Byōshi (Fuji TV, 2014), Saya Matsushita[21]
- Kindaichi Kōsuke vs Akechi Kogorō Futatabi (Fuji TV, 2014), Hoshiko Ryūjō[22]
- Legal High Special (Fuji TV, 2014)[23]
- Taishi Kakka no Ryōrinin (Fuji TV, 2015), Ray Tee Lan[24]
- Kuroi Gashū (TV Tokyo, 2015), Ai Numada[25]
- Tenshi to Akuma: Mikaiketsu Jiken Tokumei Kōshōka (TV Asahi, 2015), Hikari Maita[26]

### Filme
- Gekijo-ban: Kaidan Restaurant (2010), Jun Takase[27]
- Onīchan no Hanabi (2010), Hiromi Hayase[28]
- Quartet! (2012), Misaki Nagae[29]
- Gatchaman (2013), Jun Ōtsuki[30]
- The Kiyosu Conference (2013), Matsuhime[31]
- Black Butler (2014), Shiori Genpō (Kiyoharu)[32]
- L DK (2014), Aoi Nishimori[33]